# Église Saint-Rémy de Vanves
Pour les articles homonymes, voir Église Saint-Rémi.
L'église Saint-Rémy est située rue de la République dans le centre historique de la commune française de Vanves (Hauts-de-Seine) et a été consacrée en 1449.

## Bâtiment

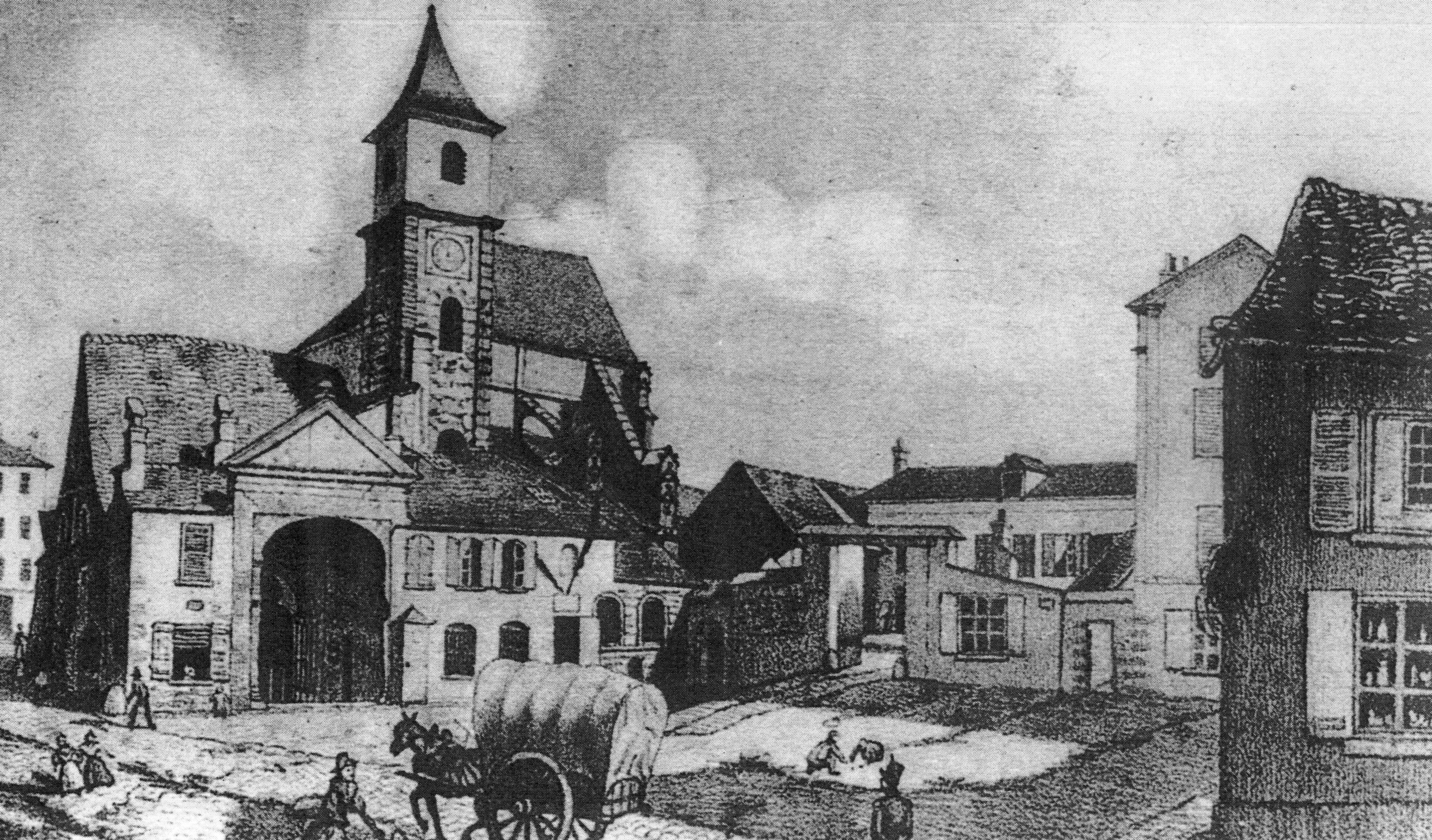
L'église Saint-Rémy au XIXe siècle

Elle est construite en style gothique flamboyant et comprend une nef terminée par un chœur à 3 pans. Une partie de cette nef fut construite au XIXe siècle, à cette époque ont été rajoutées des fresques peintes. Le clocher, à cause des destructions de la guerre 1870-1871, fut relevé en 1874. 
Une restauration de l'église est amorcée début 2007 et terminée en janvier 2009. Elle s'est déroulée en deux phases, la première étant centrée sur les parties extérieures et intérieures du bâtiment ; la seconde, plus artistique, étant consacrée notamment à la rénovation des peintures murales et des vitraux.
L'église Saint-Rémy fait l’objet d’une inscription au titre des monuments historiques depuis 1928.

## Curés
- 1807 : Le Valloin, desservant cette année là[4]

## Pour approfondir